# Doleantie

La Doleantie est le nom d'un schisme au sein de l’Église réformée néerlandaise qui a eu lieu en 1886 sous la conduite du pasteur et théologien Abraham Kuyper. Ce schisme a conduit, en 1892, à former une union d'églises calvinistes conservatrices, l'Église reréformée aux Pays-Bas.

## Historique
En 1866, un certain nombre de conseils presbytéraux indisposés par le modernisme et le libéralisme théologique, ont décidé de faire quitter l'Église réformée néerlandaise à leur paroisse pour former la Nederduitse Gereformeerde Kerk (Dolerende), emmenant avec eux, sur l'ensemble du pays, plus de 300 000 personnes. Le choix de ce nom était lourd de sens : 
- l'adjectif nederduits ("bas-allemand", utilisé ici comme synonyme archaïsant de "néerlandais"), qui renvoie au nom de l’Église avant les réformes de 1816, indique que les séparatistes se considéraient comme la continuation de l'Église de toujours, bien que le roi Guillaume Ier l'aie débaptisée en "Église réformée néerlandaise" (Nederlandse Hervormde Kerk, NHK), tout en la mariant avec l’Église luthérienne néerlandaise, en 1816 ;
- l'ajout du mot dolerend, formé à partir du verbe latin dolere, qu'on peut traduire par "souffrir", voulait souligner que l'organisation religieuse de 1816 faisait obstacle à une nouvelle réforme de l'Église et que le droit de disposer des biens de celle-ci leur était refusé. La Nieuwe Kerk d'Amsterdam, église la plus prestigieuse de la NHK, fut occupée quelque temps en signe de protestation. Toutefois, en juillet 1886, les "souffrants" durent accepter une décision de justice en leur défaveur à ce sujet.

La doleantie était chronologiquement le deuxième schisme d'importance au sein de l'Église réformée néerlandaise au XIXe siècle, après la "séparation de 1834" (Afscheiding van 1834), mais la saignée a été beaucoup plus importante en 1886, environ 10 % des membres de l'Église réformée néerlandaise, contre environ 1 % en 1834. L'influence du Réveil, sensible aux Pays-Bas à partir des années 1830, est un des facteurs du succès de la doleantie.
Kootwijk devint la première paroisse à se séparer officiellement, en élisant comme pasteur le 7 février 1886 Jan Hendrikus Houtzagers, un candidat diplômé de la très conservatrice Université libre d'Amsterdam (fondée par Abraham Kuyper en 1880), sans attendre l'avis des représentants du consistoire. Il faut dire que cette paroisse était restée 17 ans sans pasteur. Cette décision avait été prise sur les conseils du pasteur Willem van den Bergh, de la paroisse de Voorthuizen, où la décision de déclencher la doleantie avait été prise dès le 10 septembre 1885, mais où elle sera annoncée seulement le 8 février 1886. Le 9 février, la doleantie se poursuit dans la congrégation de Reitsum (en Frise) sous la conduite du pasteur J. J. A. Ploos van Amstel. C'est à Reitsum que, le 17 août 1886, les cinq premières paroisses "souffrantes" se rencontrent pour la première fois.

## Situation institutionnelle
En 1892, les "souffrants" s'associent avec la plus grande partie de l'Église réformée chrétienne qui avait été créée lors de la Séparation de 1834, pour former les Églises reréformées aux Pays-Bas (Gereformeerde Kerken in Nederland). Trois paroisses et un certain nombre de membres de l'Église réformée chrétienne ont continué d'exister sous le nom d'Églises réformées chrétiennes.
En 2004, les Églises reréformées ont fusionné avec l’Église réformée néerlandaise (et avec la petite Église luthérienne néerlandaise) pour former l’Église protestante aux Pays-Bas.